# Isla Santay

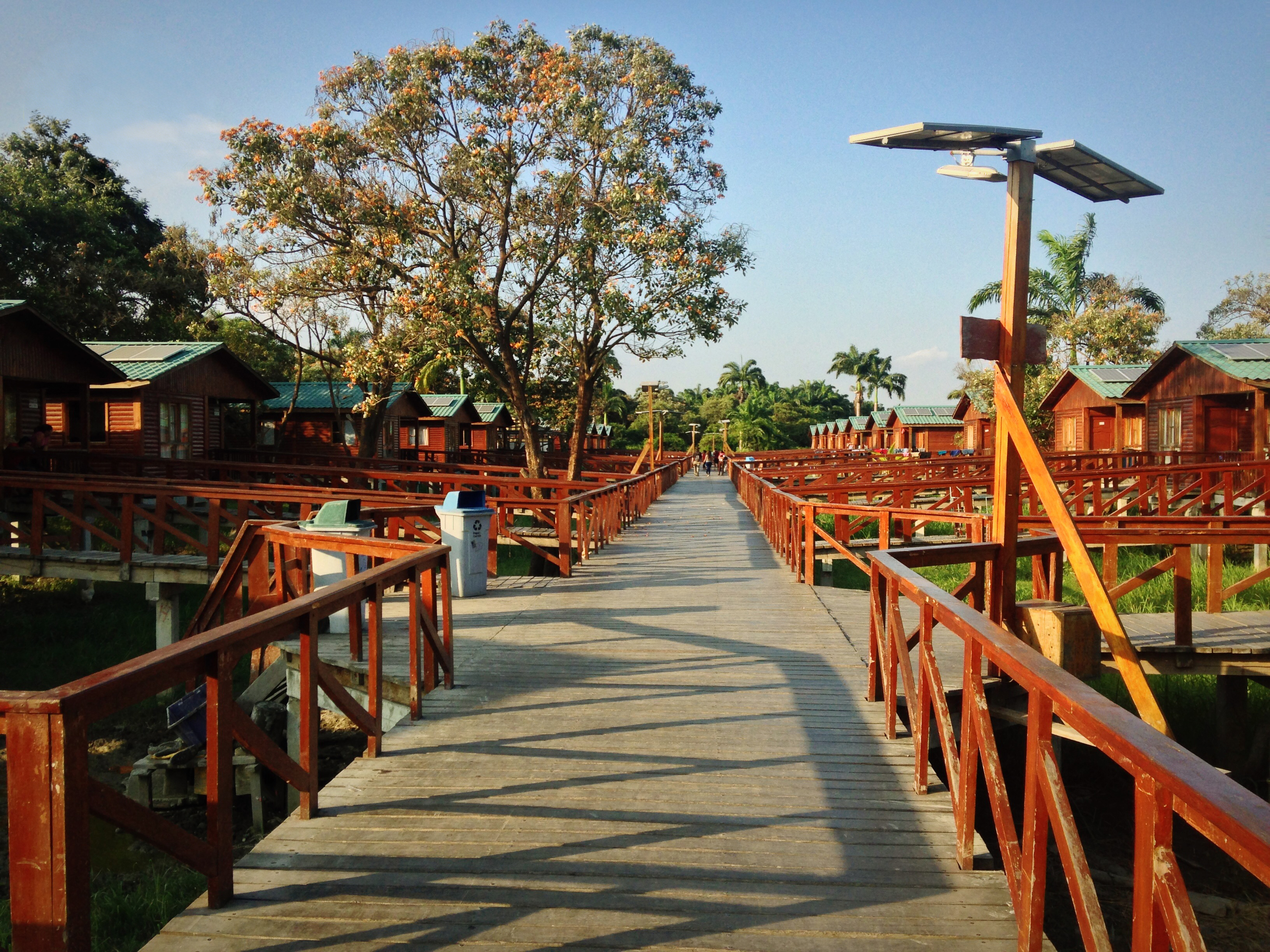
Casas de la ecoaldea, equipadas con paneles solares en los tejados.

La isla Santay es una isla ecuatoriana. Se encuentra en el río Guayas y pertenece al cantón Durán. El área de la isla comprendía 2.214 hectáreas en 2010. Allí radican 86 familias ubicadas en 56 viviendas ecológicas, 36 de las cuales se encuentran al ingreso de la zona. Minicensos han establecido que la isla tiene 320 habitantes, entre estos, 120 niños y 25 adultos mayores. Desde el 10 de octubre del 2000 la isla es un sitio Ramsar (n.º. ref 1041), el sexto humedal declarado en Ecuador con una área total de 4.705 hectáreas.
A partir del 20 de febrero de 2010, la isla Santay es también un Área Protegida y forma parte del Sistema Nacional de Áreas protegidas como Área Nacional de Recreación.

## Modo de vida y ambiente
La isla se caracteriza por su gente cálida, que viven de manera humilde y son los principales guías turísticos de la zona. Los niños conocen muy bien el sitio y mientras guían el recorrido, van narrando las siete principales formaciones vegetales de la zona, que incluyen el bosque de manglar y el bosque mixto de árboles y herbáceas. Entre la flora se destaca el guasmo, la palma real, el mangle negro, guachapelí y el samán.
Mientras que por la fauna encontramos reptiles como la boa y la iguana, mamíferos como el mapache, el ocelote, el oso hormiguero y el murciélago. La fauna acuática consta de bagre corvina, tilapia, las cuales son usadas para el consumo y para la venta.
El espacio cuenta con una cocodrilera, cabañas de hospedaje, una casa comunal, un centro de salud, un pequeño museo y observatorio, restaurante, entre otros atractivos turísticos.  

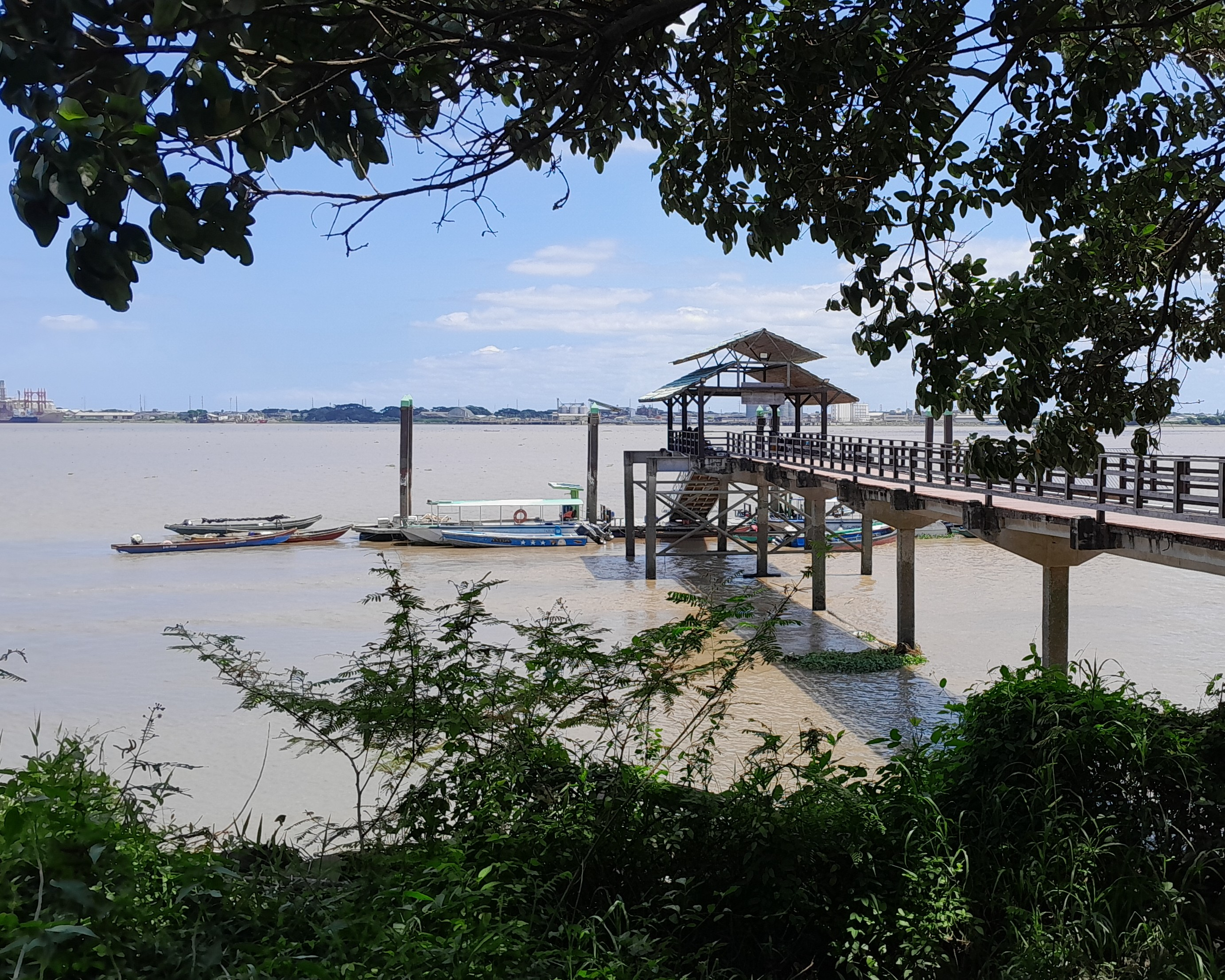
Muelle de la Isla Santay, desde el cual se realizan recorridos en lancha hasta el Malecón de Guayaquil, Durán y Samborondón.

## Historia
Dentro de la historia de la Isla se conoce que el libertador Simón Bolívar se asentó en ella, mientras convalecía muy enfermo. Precisamente allí redactó el borrador del tratado de Guayaquil, suscrito el 22 de septiembre de 1829.
La isla se encuentra entre Guayaquil y Durán, por lo que se piensa en la posibilidad de existencia de sitios arqueológicos de algunas culturas como la Huancavilca, Milagro-Quevedo y Punaes.
En la década de 1940, la isla se destacó en gran medida por su producción ganadera y arrocera. Dentro del sitio se encontraban 7 haciendas que luego fueron expropiadas por el Ministerio de Obras Públicas, con el objetivo iniciar un proyecto de construcción de viviendas que finalmente no fue concretado.
Desde la mitad de la década de 1990 el Comité Ecológico del Litoral, una ONG ambientalista de Guayaquil, realizó un proyecto de fortalecimiento organizacional con la población local de Santay lo que permitió entre otros logros el establecimiento de la Asociación de Pobladores llamada "San Jacinto de Santay", la edificación del Centro Comunitario y escuela primaria "Jaime Roldós Aguilera", las primeras letrinas, y sobre todo el que la Isla sea reconocida no solamente a nivel local, regional y nacional, sino que por sus características ecológicas y por el cuidado de su población a su conservación, se la reconozca internacionalmente como sitio Ramsar.
A partir del 2000 la isla fue entregada en Administración a la Fundación Malecón 2000 con el fin de efectuar un proyecto de desarrollo. El proyecto comprendía el impulso a la comunidad, la conservación de la flora y la fauna, además de un desarrollo turístico.
El gobierno ecuatoriano suspendió la participación de la Fundación Malecón 2000 y actualmente la Defensoría del Pueblo del Ecuador, en respuesta al pedido de la población de Santay, realiza una auditoría a los 8 años de gestión de esa ONG.

### Área Protegida de la isla Santay
Mediante Decreto Ministerial No.21 del 20 de febrero de 2010, el Gobierno ecuatoriano, a través del Ministerio del Ambiente declara la isla Santay como área protegida y entra en el Patrimonio Nacional de Áreas Protegidas dentro de la categoría de Área Nacional de Recreación. La gestión de la declaratoria tomó 15 años, pasó por 5 Presidentes de la República y 13 Ministros de Estado hasta su firma definitiva.

### Los derechos ancestrales de la población de Santay
Con una presencia permanente e ininterrumpida de más de 70 años de acuerdo a documentos existentes, pero mucho mayor por los relatos de los ancianos de la isla, ellos reclaman el derecho a su territorio colectivo.
Varias solicitudes han presentado los pobladores de la isla Santay para lograr que el Estado reconozca el derecho que les asiste por su tierra comunitaria. La zona consiste en el sitio donde habitan, y se incluyen el sector donde se encuentran sus servicios comunitarios como escuela, sala comunal, un área de cultivo colectivo que les permita seguridad alimentaria e incluso el terreno donde podrán edificar su cementerio.
Estas solicitudes fueron realizadas al Directorio del Banco Ecuatoriano de la Vivienda antes de que la isla se declare área protegida y están en espera de una decisión positiva.

### Puente basculante

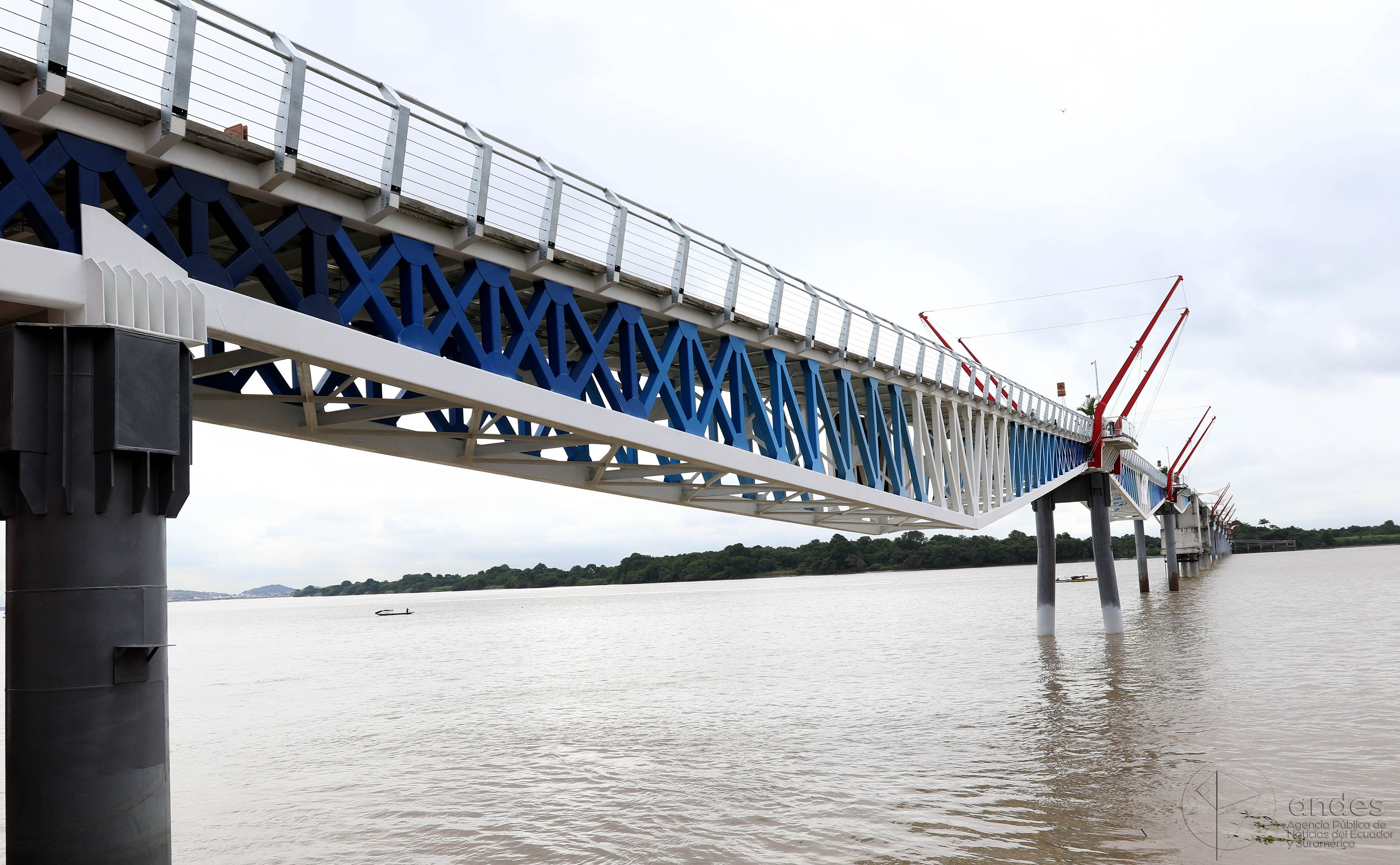
Puente basculante de acceso a la Isla Santay.

El martes, 3 de junio de 2014, el presidente Rafael Correa inauguró un puente que une a Guayaquil con la isla Santay. Este es un puente de tipo basculante           debido a que permite el paso de embarcaciones y es de uso exclusivo para peatones y bicicletas.
El día jueves, 12 de octubre del 2017, el puente Isla Santay-Guayaquil sufrió un colapso en el tramo de la orilla del río Guayas. El accidente fluvial se suscitó debido a que un barco pesquero de alto calado intentaba cruzar por debajo del puente, provocando la caída de un fragmento de la estructura a las aguas del Río Guayas. La reparación de los daños no concluyó hasta mayo del siguiente año.